# Charlotte Vega
Charlotte Elizabeth Vega, nota come Charlotte Vega (Madrid, 10 febbraio 1994), è un'attrice spagnola, nota per aver interpretato il ruolo di Rita Aranda nella soap Il segreto (El secreto de Puente Viejo).

## Biografia
Charlotte è nata il 10 febbraio 1994 a Madrid (Spagna) da genitori inglesi, è cresciuta a Sitges, nei pressi di Barcellona, il suo primo ruolo importante dopo aver conseguito il diploma nella British School of Barcelona lo ottiene nella soap Il segreto (El secreto de Puente Viejo), nel ruolo di Rita Aranda.

## Carriera
Il suo primo film a cui ha partecipato è stato nel film horror indipendente Los inocentes, dove ha interpretato il ruolo di Eva, co-protagonista insieme a Mario Marzo. Il film horror è diretto da dodici studenti dell'ESCAC di Barcellona. È stato presentato in anteprima il 12 ottobre 2013 al Sitges Film Festival. Nello stesso anno ha partecipato al film My other self, diretto da Isabel Coixet. Inoltre, nel 2013 è nel 2014 ha fatto parte del cast della serie di Antena 3 Il segreto (El secreto de Puente Viejo), dove ha interpretato il ruolo di Rita Aranda, una giovane donna che vive con i fratelli Buendía e deve affrontare vari problemi.
Nel 2014 ha recitato nella trilogia basata su The Breakfast Club Misunderstood e best seller di Blue Jeans Buenos princess days. In esso, ha interpretato il personaggio di Valeria, una giovane ragazza di villaggio che è costretta a trasferirsi nella grande città, lasciando indietro i suoi amici, per iniziare da zero un nuovo liceo. Vega ha condiviso lo schermo con Àlex Maruny (Raúl), Ivana Baquero (Meri), Michelle Calvó (Eli), Andrea Trepat (Ester), Jorge Clemente (Bruno), Aitana Sánchez-Gijón (Mara) e Patrick Criado (César).
Nel 2015 ha fatto parte della serie di La Sexta, Refugiados dove ha interpretato Sofía insieme ad altri volti internazionali. È stata una serie di Atresmedia coprodotta dalla BBC. Nel stesso anno, è stata annunciata la sua partecipazione per la terza stagione della serie di Antena 3, Velvet per interpretare Lucía Márquez, una giovane ribelle di una classe benestante che, sfidando la sua famiglia, ha finito per lavorare come sarta nelle Gallerie. Lì condivide scene di grande complicità con Rita (Cecilia Freire) e Donna Blanca (Aitana Sánchez-Gijón), che lo aiutano a mettere i piedi per terra.
Nel 2016 si è calata nei panni di Carmen Díez de Rivera in una miniserie di quattro episodi What Hidden Their Eyes, basata sull'omonimo romanzo scritto dalla giornalista Nieves Herrero, in onda su Telecinco. Nel 2017 ha partecipato e recitato in vari film come The Library diretto da Isabel Coixet, Provenance diretto da Ben Hecking, The Lodgers diretto da Brian O'Malley e Muse diretto da Jaume Balagueró. Nello stesso anno, ha interpretato Danielle in una pubblicità per regali di Natale creato da Alejandro Amenábar.
Nel 2020 ha interpretato il ruolo di Lena in un film diretto dal regista polacco Filip Jan Rymsza intitolato Mosquito State. Nello stesso anno ha partecipato alla serie Netflix La monja guerrera. Nel 2021 recita nel film horror Wrong Turn.

### Lingue
Charlotte Vega parla perfettamente oltre allo spagnolo anche l'inglese e grazie a ciò ha avuto la possibilità di partecipare a film e serie tv nella sua lingua di origine.

## Filmografia

### Cinema
- Rec 3 - La genesi ([REC]³ Génesis), regia di Paco Plaza (2012)
- Los inocentes, regia di Carlos Alonso-Ojea, Dídac Cervera, Marta Díaz de Lope Díaz, Laura García Alonso, Eugeni Guillem, Ander Iriarte, Gerard Martí, Marc Martínez Jordán, Rubén Montero, Arnau Pons, Marc Pujolar e Miguel Sánchez (2013)
- Another Me, regia di Isabel Coixet (2013)
- Il club degli incompresi (El club de los incomprendidos), regia di Carlos Sedes (2014)
- American Assassin, regia di Michael Cuesta (2017)
- La casa dei libri (La librería), regia di Isabel Coixet (2017)
- The Lodgers - Non infrangere le regole, regia di Brian O'Malley (2017)
- La settima musa (Muse), regia di Jaume Balagueró (2017)
- La Banda, regia di Roberto Bueso (2019)
- Wrong Turn, regia di Mike P. Nelson (2021)

### Televisione
- Il segreto (El secreto de Puente Viejo) – soap opera, 53 episodi (2013-2014)
- The Refugees – serie TV, 7 episodi (2014-2015)
- Velvet – serie TV, 12 episodi (2015)
- Quello che nascondono i tuoi occhi (Lo que escondían sus ojos) – serie TV, 4 episodi (2016)
- La monja guerriera – serie TV, 4 episodi (2020)
- Who is Erin Carter? – miniserie TV, 7 episodi (2023)

## Doppiatrici italiane
Nelle versioni in italiano dei suoi film e delle sue serie TV, Charlotte Vega è stata doppiata da:
- Monica Vulcano ne Il segreto[9]
- Valentina Mari in Who is Erin Carter?[10]
- Letizia Ciampa ne Il club degli incompresi

## Candidature
Neox Fan Awards
- Vincitrice 2015 - Attrice rivelazione nella serie El club de los incomprendidos
- Vincitrice 2015 - Miglior pellicola nella serie El club de los incomprendidos
- Vincitrice 2015 - Momento OMG nella serie El club de los incomprendidos

Festival de Cine Fantástico de Málaga
- Vincitrice 2017 - Miglior attrice nella serie Los inquilinos

Festival Internacional de Cine de Madrid
- Nominata 2017 - Miglior attrice protagonista nella serie Provenance